# Leandra triantha
Leandra triantha är en tvåhjärtbladig växtart som beskrevs av R. Goldenb och E. Camargo. Leandra triantha ingår i släktet Leandra och familjen Melastomataceae. Inga underarter finns listade i Catalogue of Life.